# Estación de Félix U. Gómez (Metrorrey)
La Estación Félix Uresti Gómez forma parte de la línea 1 y 3 del sistema Metrorrey; está localizada en el cruce las avenidas Félix Uresti Gómez y Colon en la colonia Terminal en el municipio de Monterrey. Fue inaugurada el 25 de abril de 1991, y se convirtió en estación de correspondencia el 27 de febrero de 2021 con la inauguración de la línea 3.
El icono de esta estación es representado por un cañón; debido a que, Félix Uresti Gómez fue un militar coahuilense de la época de la revolución, el cual, defendió al país en la ciudad de Colombia, NL, durante la Guerra de México contra Estados Unidos. Esta estación da servicio al noreste del centro de Monterrey, junto a las colonias Terminal y Moderna. La estación está ubicado junto al edificio Cesareo Pérez Quintanilla, junto a la Unidad de Medicina Familiar #3 de IMSS y a la preparatoria #3 de la Universidad Autónoma de Nuevo León, cuenta con facilidades para personas con discapacidad.

## Conexiones

### Metrobús
- Ruta 105 Nova: Recorre la avenida López Mateos hacia el centro del municipio de Apodaca.
- Ruta 105 Parques - Pueblo Nuevo: Recorre la avenida López Mateos hacia las colonias Pueblo Nuevo, San Martín y Cantoral en el municipio de Apodaca, recorriendo algunos parques industriales como lo son Milimex o El Sabinal.
- Ruta 105 Pueblo Nuevo - San Isidro: Recorre la avenida López Mateos hasta la zona conocida como Puente de Apodaca, para después recorrer las colonias Pueblo Nuevo y San Isidro.
- Ruta 105 Tréboles - San Martín Recorre la avenida López Mateos hacia las colonias Tréboles y San Martín en el municipio de Apodaca.
- Ruta 214 Vistas del Río: Su recorrido brinda servicio a la colonia Vistas del Río en el municipio de Juárez.
- Ruta 214 Terranova: Su recorrido brinda servicio al Fraccionamiento Terranova del municipio de Juárez
- Ruta 214 Mirador de San Antonio: Su recorrido brinda servicio a las colonias Villas de San Juan, Rinconada de San Juan, Riberas de la Morena, Solaris y Mirador de San Antonio en el municipio de Juárez. Al igual que Villa de Palmanova del municipio de Cadereyta.
- Ruta 405 Estanzuela: Recorre la avenida Garza Sada hasta la zona de La Estanzuela, brindando servicio al campus Mederos de la Universidad Autónoma de Nuevo León.

### TransMetro
- Félix U. Gómez - Monte Cristal: Recorre las avenidas Benito Juárez y Eloy Cavazos para finalizar su recorrido en la zona de las colonias Monte Cristal y Los Cometas en el municipio de Juárez.